# 第22条军规
《第22条军规》（英語：Catch-22）是美国作家约瑟夫·海勒（Joseph Heller）的代表作。作品是一部长篇小说，写于1961年，通常被认为是20世纪最重要的小说之一。

## 情节梗概
故事发生在地中海的一个小岛上，第二次世界大战末期，美國陸軍航空军的一个飞行大队驻扎在该岛上。按一般规定，飞满规定次数（最初为25次）的飞行员可以回国，但军规实际上规定，无论何时，必须执行司令官命令做的事情。飞行大队長凯斯卡上校（卡思卡特上校）是个官迷，他一次一次增加飞行任务，远远超出一般规定。飞行员们都得了恐惧症，变得疯疯癫癫。尤其是投弹手尤塞恩（尤索林·约塞连）上尉，更是惶惶不可終日。在求生欲望的支配下，他在战斗中只想逃命。他装病躲进医院，不久被密探和一个充满“爱国热情”的伤兵吓跑了。他找到一个军医帮忙，想让他证明自己疯了。军医告诉他，虽然按照所谓的“第22条军规”，疯子可以免於飞行，但同时又规定必须由本人提出申请，而如果本人一旦提出申请，便证明其并未变疯，因为“对自身安全表示关注，乃是头脑理性活动的结果”。这样，这条表面讲究人道的军规就成了耍弄人的圈套。当飞行员们出生入死时，那些指挥官们却忙于勾心斗角，还和神通广大的食堂伙食兵米洛组成了一家联营公司M&M企业，大作投机生意，发战争财。尤塞恩目睹了这种种荒谬的现实，最后他在同伴们的鼓励下，逃往中立国瑞典。

## 文学流派
这部小说是一个现代主义文学流派黑色幽默的代表作品。它比较集中的表现了黑色幽默流派的特点。该小说的作者也是公认的黑色幽默派的代表作家。

## 创作手法
作者在小说中摒弃了传统的现实主义创作手法，使整个作品没有一条完整的情节发展线索，也没有突出的人物形象，充满着混乱，喧闹，疯狂的气氛。但作者同时强调的是一种“严肃的荒诞”。小说显然以美军来比喻整个美国社会，从它内部的肮脏，腐败，堕落可以判断出它的本质，尤其是那些高踞众人之上的官僚们。所以，小说的特殊艺术形式和内容并非为了卖弄荒诞的技巧，而是为了更好的表达它的主题。正如哈里斯在《美国当代荒诞派小说家》(1971)一书中所指出的：“海勒的小说尽管技巧上有所创新，事实上却在遵循特定的文学传统。《第22条军规》归根到底是一部激进的抗议小说，像《愤怒的葡萄》和《美国的悲剧》一样，他的抗议是指向美国的现行权力中心。”
作者在不经意的调侃之中，显露出锐利的讽刺锋芒，直指荒诞的要害，初看忍俊不禁，细品余味深长。作者常常将相互矛盾或褒贬义相对的词汇与句子故意搭配使用，如佩克姆準將夸口：“我唯一的缺点就是没有缺点”（出自《王爾德悖論》）。丹尼卡医生说：“救命可不是我的事”。某上校“发觉自己仍然无能，而感到十分自豪”（類似呆伯特法則），迈洛说：“我这人从不说谎，只是在需要时才说谎”等等。

## 作品影响

### 作品本身
这部小说以其丰富的艺术内容，严肃的主题思想和荒诞不经的描写手法赢得了人们的赞扬，成为60年代初美国文坛上一个重大突破。至1980年，光是科吉出版社就已经发行了150万册以上。出版者在扉页上介绍说：“毫无疑问，《第22条军规》是本世纪最杰出的小说创作。可以肯定，自从第二次世界大战之后，还没有别的小说像他那样赢得如此热烈的推崇”。
评论界高呼：“这是一部具有巨大艺术魅力的作品”，“这是辉煌之作”，“这是英语文学的伟大创举”等等。

### 新名詞
這部小說的英文名字「Catch-22」已經進入英語詞典之中，成為常用的英語詞彙。它代表了統治者對於民眾的愚弄，也代表了民眾對於統治者的抨擊。
另外，這個詞在英語中也象徵人們處在一種荒謬的兩難之中。翻譯家黃文範把這種狀況翻譯為「坑人二十二」。如：一個人因為沒有工作經驗而不能得到工作，但是他又因為沒有工作而得不到工作經驗。

## 衍生作品

### 电影
- 名称：第二十二条军规[3] Catch-22[4]
- 国家：美国
- 拍摄地点：墨西哥
- 导演： （Mike Nichols）
- 编剧：Buck Henry，他也在影片中扮演角色（一个罗马市警察的第一个镜头）
- 主演：奧森·威爾斯（Orson Welles），亞倫·阿金（Alan Arkin），安東尼·柏金斯（Anthony Perkins），（Martin Sheen），強·沃特（Jon Voight），诺曼·费尔（Norman Fall）等。
- 上映：1970年6月24日
- 片长：122分钟

### 戏剧
1971年，约瑟夫·海勒将他自己的这部小说改编成同名戏剧。

### 電視
2019年，HBO改編為6集電視劇。